# Stein (Hechingen)
Stein is een plaats in de Duitse gemeente Hechingen, deelstaat Baden-Württemberg, en telt 1005 inwoners.